# Banco de Crédito Agrícola
El Banco de Crédito Agrario (BCA) fue un banco público español que existió entre 1925 y 1991. Originalmente fue creado como el Servicio Nacional de Crédito Agrícola (SNCA), adoptando su nombre y forma definitivas en 1962. A inicios de la década de 1990 se integró en la corporación Argentaria.

## Historia
Desde comienzos del siglo XX hubo diversos intentos de crear una entidad estatal de crédito para el ámbito rural. Francisco Cambó, durante su etapa como ministro de Fomento (en 1918), intentó sin éxito la creación de un Instituto Nacional Agrario. En 1925, bajo la dictadura de Primo de Rivera, se creó el Servicio Nacional de Crédito Agrícola (SNCA). Inicialmente quedó adscrito a la Dirección general de Agricultura y Montes del Ministerio de Fomento, contando con un crédito inicial (en 1926) de 25 millones de pesetas. Tras la proclamación de la Segunda República pasaría a quedar adscrito al Instituto de Reforma Agraria. El SNCA en sus primeros años no llegó a disponer de fondos suficientes para la demanda existente. Esta situación de penuria terminó con la aprobación de la Ley de Ordenación Bancaria de 1946. En 1962, tras la promulgación de la Ley de Bases de Ordenación del Crédito y de la Banca, el SNCA fue reorganizado y renombrado como «Banco de Crédito Agrario».
Desapareció en 1991, tras su integración junto a otros bancos públicos en la corporación Argentaria.